# Gare de Crépieux-la-Pape
Gare de Crépieux-la-Pape vasútállomás Franciaországban, Rillieux-la-Pape településen.

## Vasútvonalak
Az állomást az alábbi vasútvonalak érintik:
- Lyon–Genf-vasútvonal

## Kapcsolódó állomások
A vasútállomáshoz az alábbi állomások vannak a legközelebb:
- Lyon-Saint-Clair station (Lyon-Perrache pályaudvar)
- Gare de Neyron (Bahnhof Genève-Cornavin)
- Gare de Miribel
- Gare de Lyon-Part-Dieu